# Taxon extant
Extant este un termen folosit în biologie cu referire la taxoni, cum ar fi speciile, genurile și familiile care se află în existență, însemnând „viu” sau „care există în natură”. 
Termenul extant contrastează cu extinct (dispărut).  
De exemplu, cormoranul lui Brandt este o specie extantă, în timp ce cormoranul cu ochelari este o specie extinctă. În același mod, din grupul moluștelor cunoscute ca cefalopode, există aproximativ 600 de specii extante și 7.500 de specii extincte cunoscute.

## Legături externe
- „Extant” la DEX online